# 臺灣新片盾介殼蟲
臺灣新片盾介殼蟲（学名：Neoparlatoria formosana）为盾介殼蟲科新片盾介殼蟲屬下的一个种。